# Paddfisk (djur)
Paddfisk (Halobatrachus didactylus) är en fiskart som först beskrevs av Bloch och Schneider, 1801.  Paddfisk ingår i släktet Halobatrachus och familjen paddfiskar. Arten förekommer tillfälligt i Sverige, men reproducerar sig inte. Inga underarter finns listade i Catalogue of Life.